# أم الزين
أم الزين هي إحدى القرى التابعة لمركز الزقازيق في محافظة الشرقية في جمهورية مصر العربية. حسب إحصاءات سنة 2006، بلغ إجمالي السكان في أم الزين 7998 نسمة، منهم 4149 رجل و3849 امرأة.

## التاريخ
قرية أم الزين من القرى القديمة، حيث وردت باسم «أم الزين» في أعمال الشرقية ضمن قرى الروك الناصري التي أحصاها ابن الجيعان في كتاب «التحفة السنية بأسماء البلاد المصرية». وفي العصر العثماني وردت باسم «أم الزين» في التربيع العثماني الذي أجراه الوالي العثماني سليمان باشا الخادم في عصر السلطان العثماني سليمان القانوني ضمن قرى ولاية الشرقية، وفي تاريخ 1228هـ/1813م الذي عدّ قرى مصر بعد المسح الذي قام به محمد علي باشا باسم «أم الزين» ضمن قرى مديرية الدقهلية حيث انتقلت تبعية القرية إلى مديرية الدقهلية في تاريخ 1228هـ، ثم عادت حديثًا إلى محافظة الشرقية.